# FFH-Gebiet Fehrenholz
Das FFH-Gebiet Fehrenholz ist ein NATURA-2000-Schutzgebiet in Schleswig-Holstein im Kreis Schleswig Flensburg am Nordrand der Gemeinde Hasselberg zur Gemeinde Kronsgaard. Es hat eine Fläche von 19 ha und besteht vollständig aus Laubwald. Die größte Ausdehnung liegt in nordwestlicher Richtung bei 0,75 km, die höchste Erhebung beträgt 6 m über NN an der Westspitze. Es ist von einem zentralen Bachlauf in südöstlicher Richtung durchzogen, in dem mehrere kleinere Bäche münden. Es hat 15 stehende Kleingewässer, die zum Teil durch die Bachläufe miteinander verbunden sind. Das Gebiet befindet sich im Privatbesitz.

## FFH-Gebietsgeschichte und Naturschutzumgebung
Der NATURA 2000-Standard-Datenbogen für das FFH-Gebiet Fehrenholz wurde im Juni 2004 vom Landesamt für Landwirtschaft, Umwelt und ländliche Räume (LLUR) des Landes Schleswig-Holstein erstellt, im September 2004 der Naturschutzbehörde der EU als Gebiet von gemeinschaftlicher Bedeutung (GGB) vorgeschlagen, im November 2007 von der EU als GGB bestätigt und im Januar 2010 national nach § 32 Absatz 2 bis 4 BNatSchG in Verbindung mit § 23 LNatSchG als besonderes Erhaltungsgebiet (BEG) bestätigt. Am 12. Oktober 2015 wurde der Managementplan für das FFH-Gebiet Fehrenholz vom damaligen Ministerium für Energiewende, Landwirtschaft, Umwelt und ländliche Räume des Landes Schleswig-Holstein veröffentlicht. Dieser wird laufend fortgeschrieben.
Das FFH-Gebiet liegt vollständig im Landschaftsschutzgebiet (LSG) Flensburger Förde und einer Hauptverbundachse des landesweiten Biotopverbundsystems. Im FFH-Gebiet befinden sich zudem mehrere gesetzlich geschützte Kleinbiotope. Alle NATURA 2000-Gebiete unterliegen im Landesteil Schleswig dem Verschlechterungsverbot.
Das Fehrenholz ist besonders bekannt für seine Artenvielfalt an Pflanzen. Hervorzuheben ist die nachgewiesene hohe Anzahl von Primeln und Lungenkraut.

## FFH-Erhaltungsgegenstand
Als Erhaltungsgegenstände wurden zwei Lebensraumtypen der EU-Umweltbehörde gemeldet. Sie nehmen 96,3 % der Gebietsfläche ein. Beide erhalten in der Gesamtbeurteilung nur die Note C:
- 9130 Waldmeister-Buchenwälder (Gesamtbeurteilung C)[10]
- 9160 Sternmieren-Eichen-Hainbuchenwälder (Gesamtbeurteilung C)[11]

## FFH-Erhaltungsziele
Die beiden FFH-Erhaltungsgegenstände sind auch zu FFH-Erhaltungsziele für dieses Gebiet erklärt worden.
- 9130 Waldmeister-Buchenwald
- 9160 Sternmieren-Eichen-Hainbuchenwälder

## FFH-Analyse und Bewertung
In der Analyse und Bewertung sind als Einflüsse auf die Erhaltungsziele insbesondere die extensive Nutzung des Baumbestandes durch Einzelentnahme positiv zu bewerten. Es ist aber nicht auszuschließen, dass Auftragsunternehmen mit Baumerntemaschinen die Bodenstruktur durch Verdichtung negativ beeinflussen. Eine natürliche Verjüngung des Waldes ist durch den hohen Bestand an Schalenwild und damit Wildverbiss nicht zu erwarten. Der Altholzbestand ist für einen Naturwald zu gering. Somit ist eine bessere Bewertung im Sinne der Erhaltung oder gar Weiterentwicklung kurzfristig nicht möglich.

## FFH-Maßnahmenkatalog
Aus der Analyse und Bewertung wurde im Managementplan ein Maßnahmenkatalog erstellt. Als Arbeitspapier und zur einfacheren Nachverfolgbarkeit wurden die Maßnahmen tabellarisch in Maßnahmenblättern und einer Karte festgehalten. Schwerpunkt sind die Beibehaltung des Verzichts auf intensive Holznutzung, Räumung der Fließgewässer und Anpflanzung ortsfremder Baumarten.

## FFH-Erfolgskontrolle und Monitoring der Maßnahmen
Das Monitoring erfolgt in Schleswig-Holstein alle 6 Jahre. Als Entwicklungsmaßnahme wurde der Ersatz von alten Verrohrungen der die Wege querenden Fließgewässer durch erhöhte Wege mit offenen Querrinnen vorgeschlagen. Mit Stand 20. Juli 2020 ist letztere Maßnahme noch nicht umgesetzt. Dadurch werden die Wege an diesen Stellen nach Starkregen aufgeweicht und teilweise unpassierbar, siehe Bildergalerie.
Die Europäische Kommission hat im Jahre 2015 die Umsetzung der Richtlinie 92/43/EWG in Deutschland bemängelt (Verfahren-Nr. 2014/2262). In den Managementplänen würden keine ausreichend detaillierten und quantifizierten Erhaltungsziele festgelegt. Am 12. Februar 2020 hat die Kommission der Bundesrepublik Deutschland eine Frist von zwei Monaten gesetzt, die Mängel zu beseitigen. Andernfalls wird der Europäische Gerichtshof (EuGH) angerufen. Die Bundesrepublik Deutschland ist der Aufforderung nicht nachgekommen (Stand August 2021). Die Kommission führt für Schleswig-Holstein fehlende Quantifizier-, Mess- und damit Berichtsfähigkeit an. Schleswig-Holstein konzentriere sich ausschließlich auf die Durchsetzung des Verschlechterungsverbotes nach Artikel 6, Absatz 2 der Richtlinie. Die Stellungnahme des Landes Schleswig-Holstein mit der im Jahre 2006 erfolgten Bekanntgabe der gebietsspezifischen Erhaltungsziele (gEHZ) für die FFH-Vorschlagsgebiete in Schleswig-Holstein bestätige aus Sicht der Europäischen Kommission die angeführten Mängel. Nachdem Deutschland die Mängel nicht fristgerecht abgestellt hat, hat die Europäische Kommission Deutschland beim Europäischen Gerichtshof im Februar 2021 verklagt. Hierzu wurden von der Generalanwältin des EuGH am 20. April 2023 die Schlussanträge gestellt. Am 21. September 2023 hat der EuGH das Urteil gesprochen. Die Bundesrepublik Deutschland hat in drei Punkten der Anklage gegen Europäisches Recht verstoßen und im Übrigen wird die Klage abgewiesen. Die Bundesrepublik Deutschland muss ihre eigenen Verfahrenskosten und die der Europäischen Kommission tragen.

## Bildergalerie

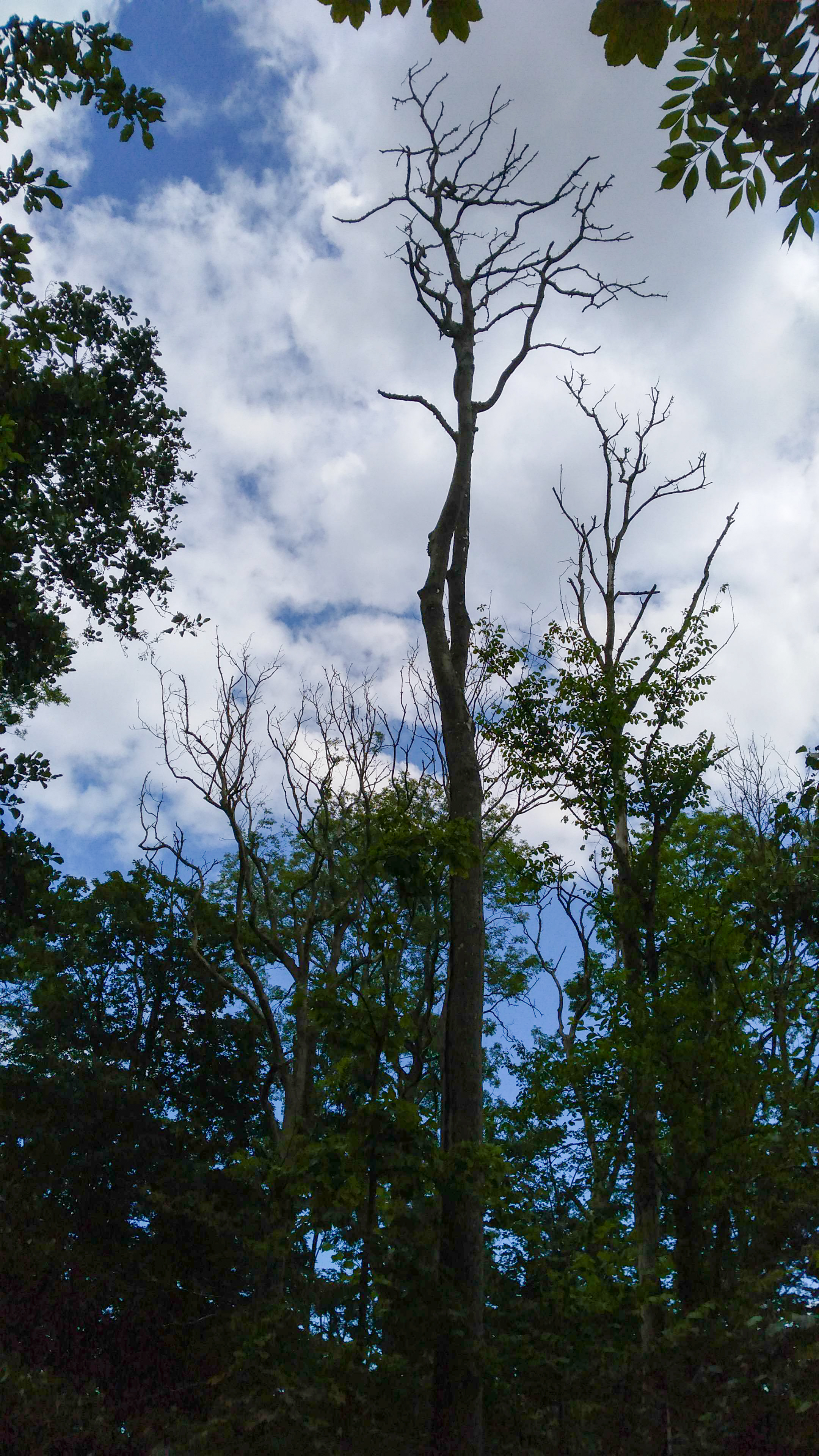
Stehendes Totholz im Fehrenholz
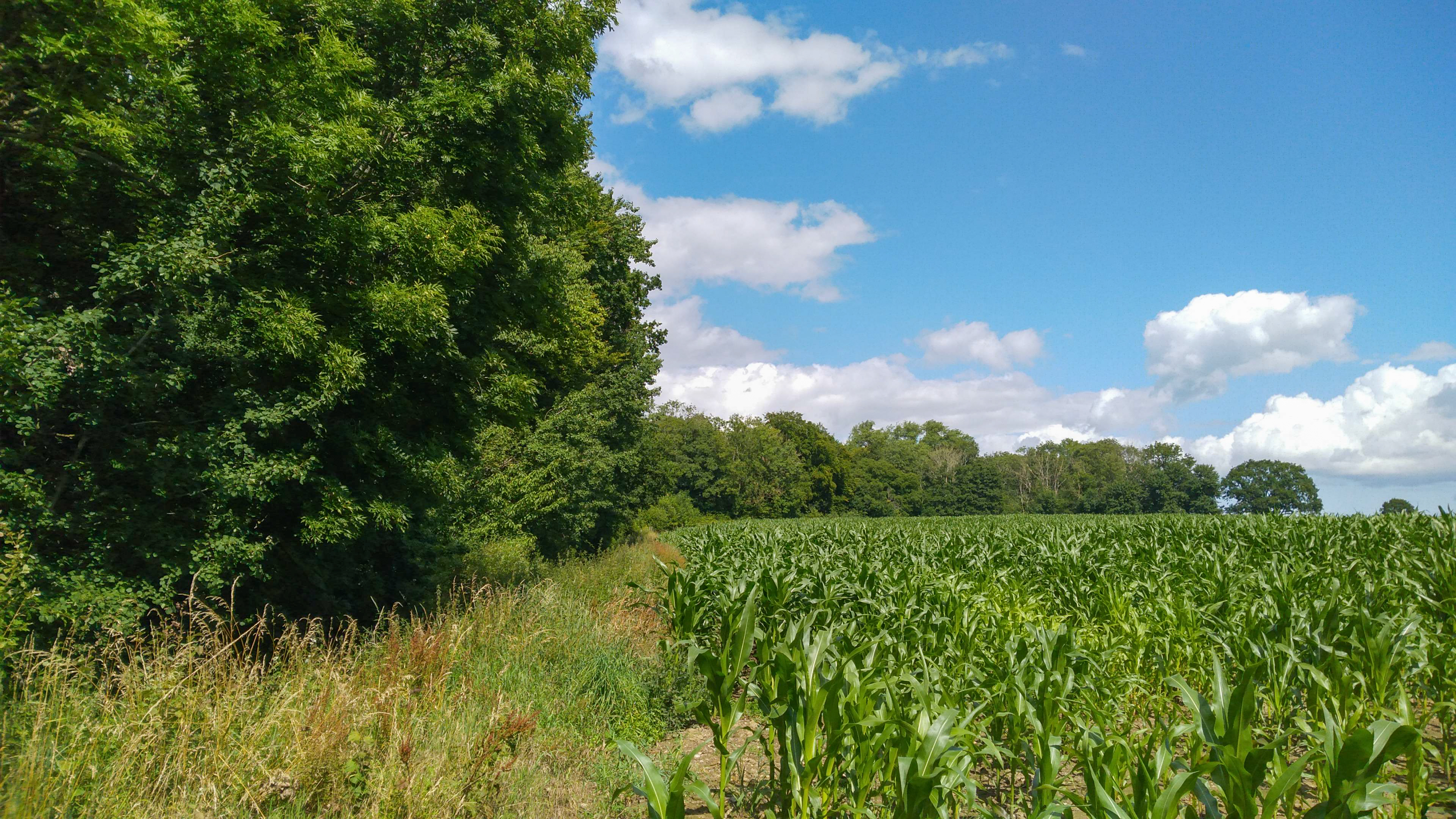
Ostseite des Fehrenholzes
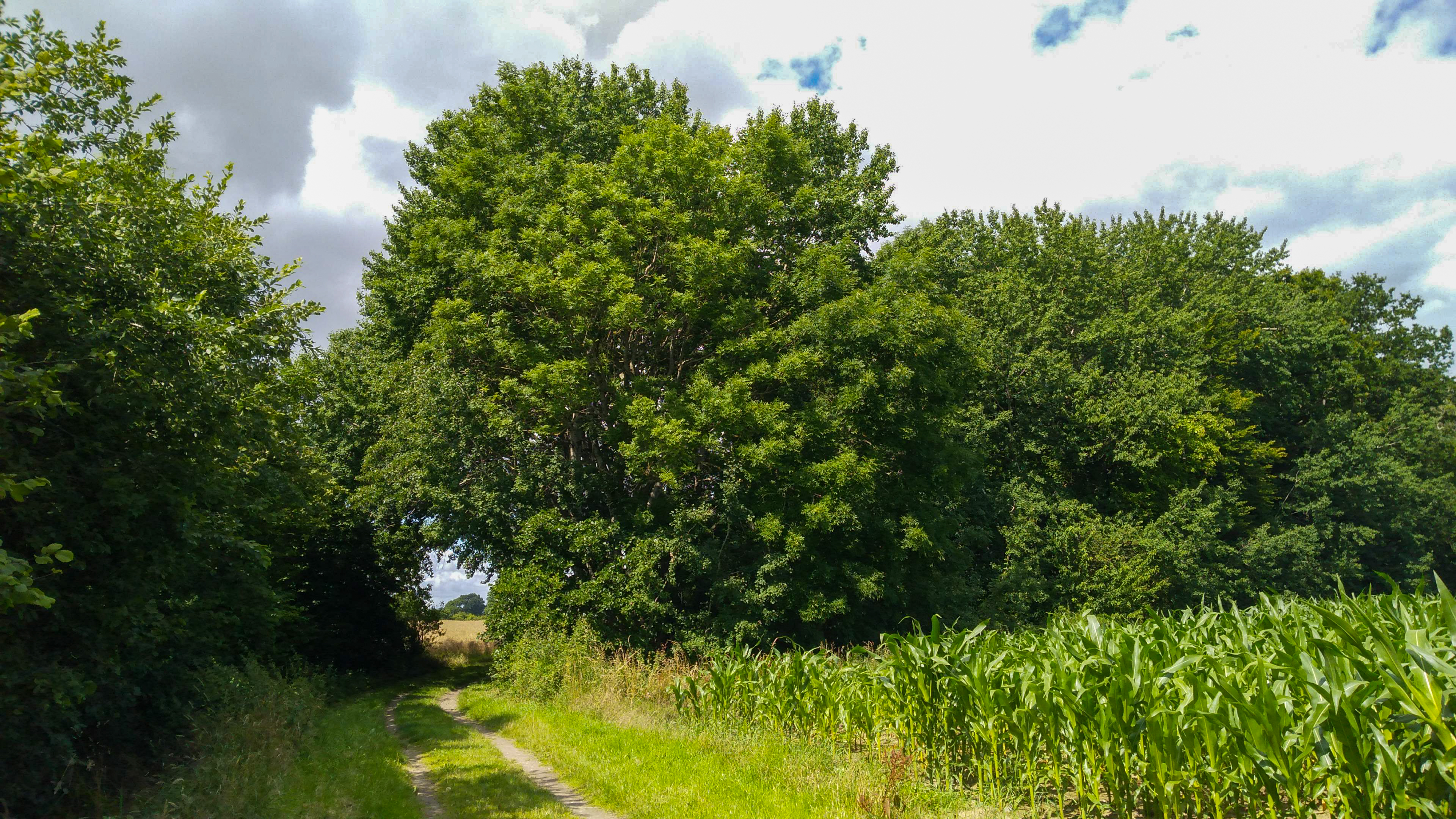
Ostzugang zum Fehrenholz
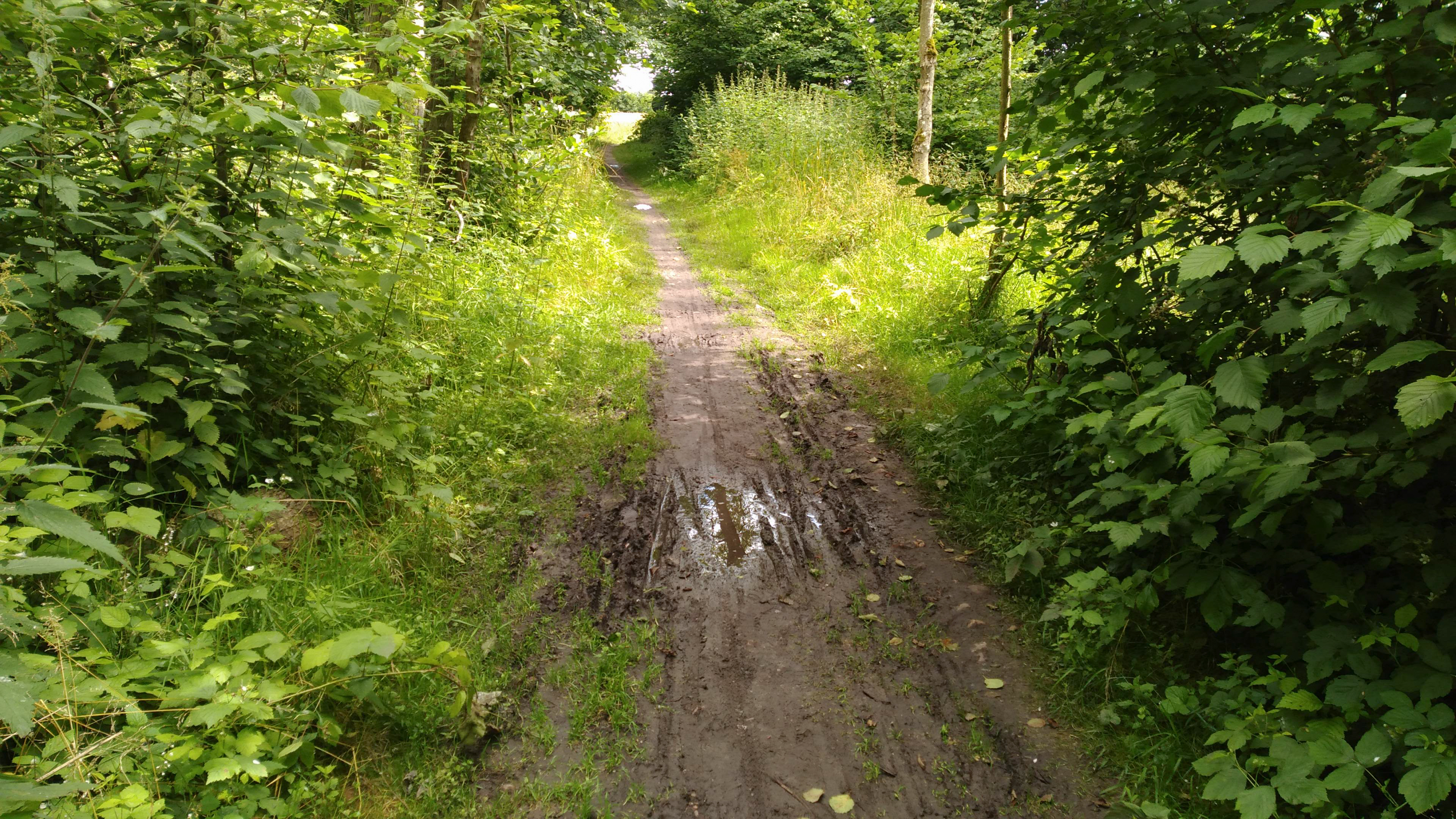
Matschige Waldwege nach Starkregen
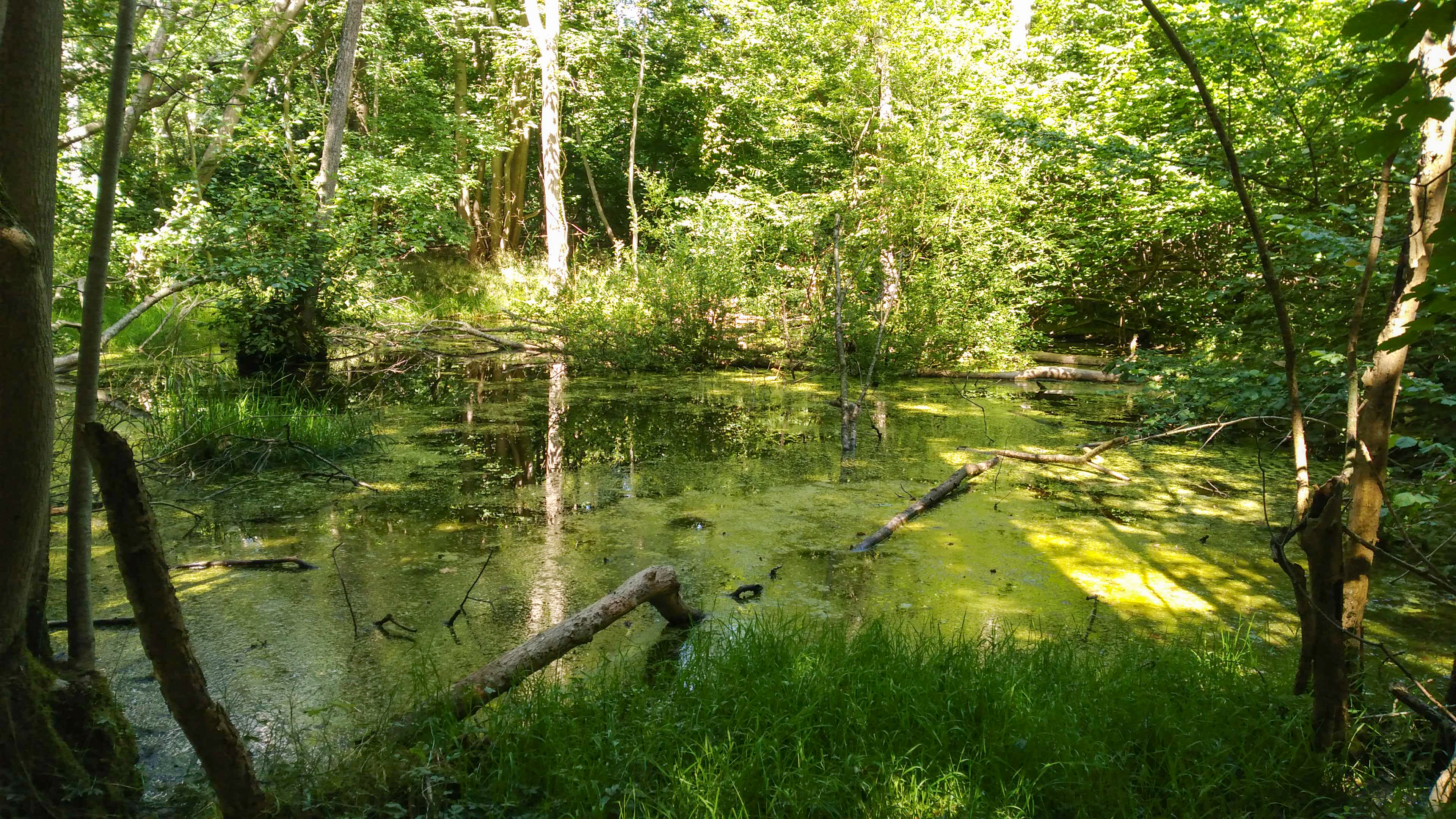
Teich im Westen des Fehrenholzes
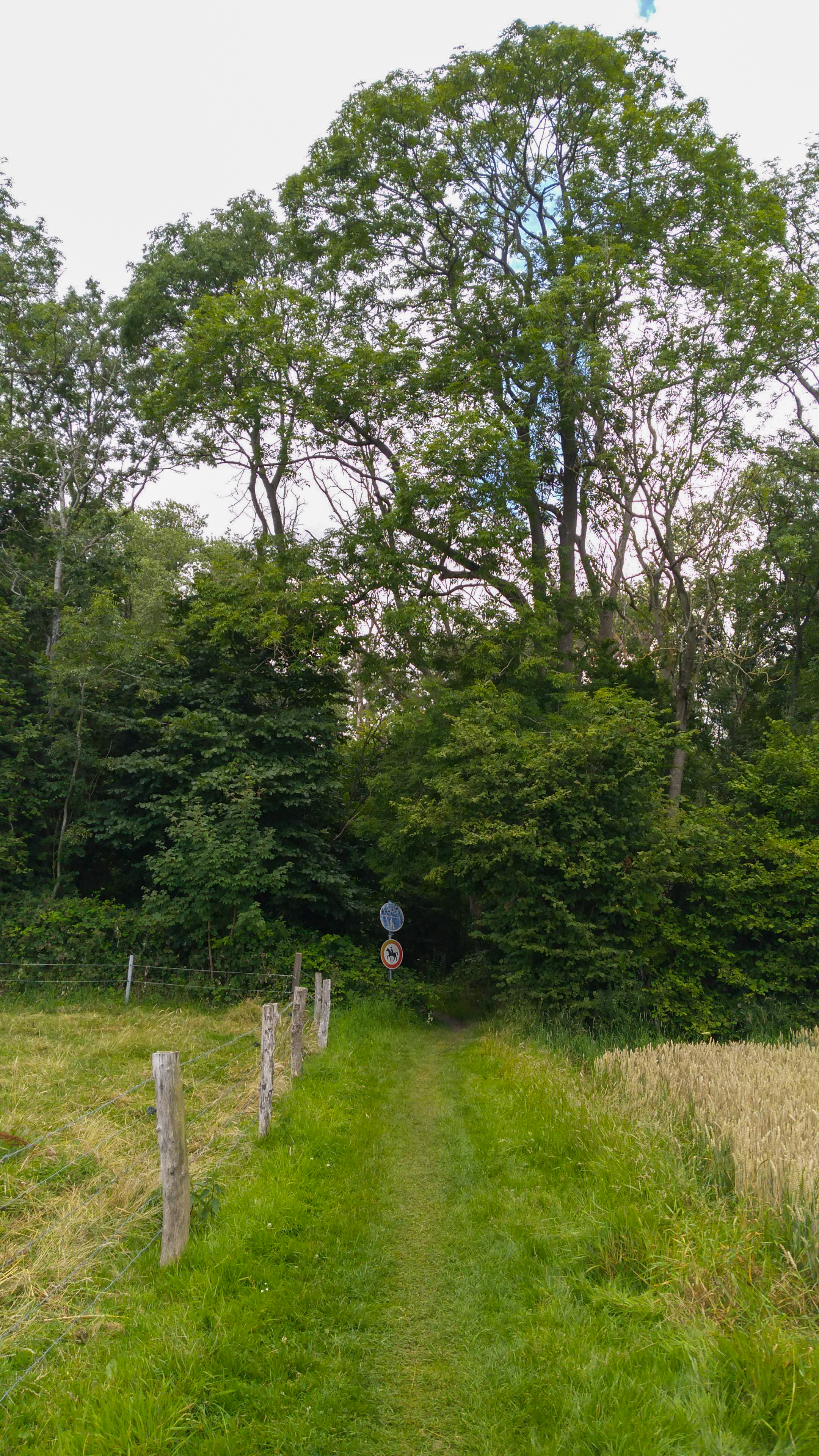
Nordzugang zum Fehrenholz
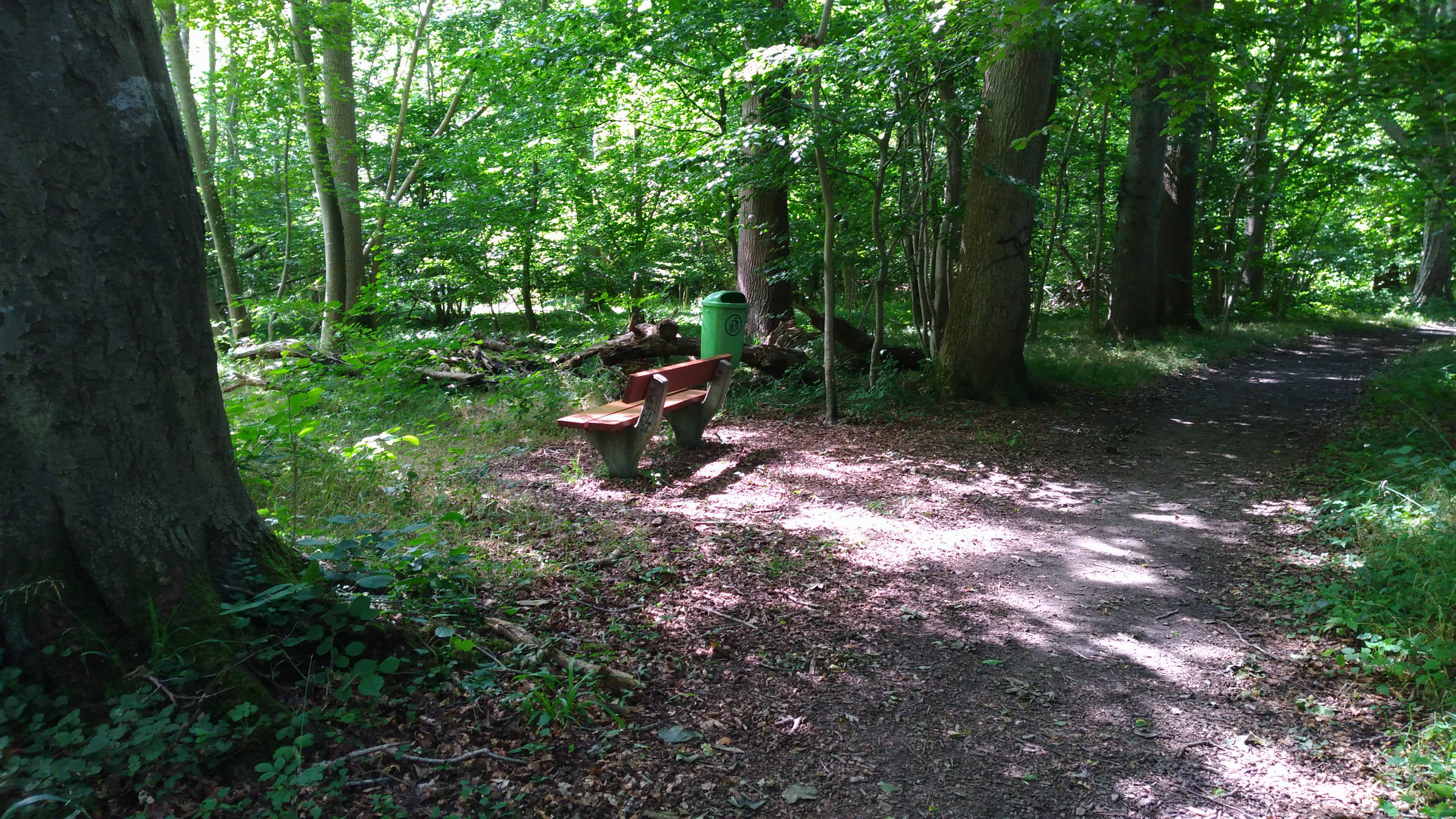
Ruhebänke im Fehrenholz
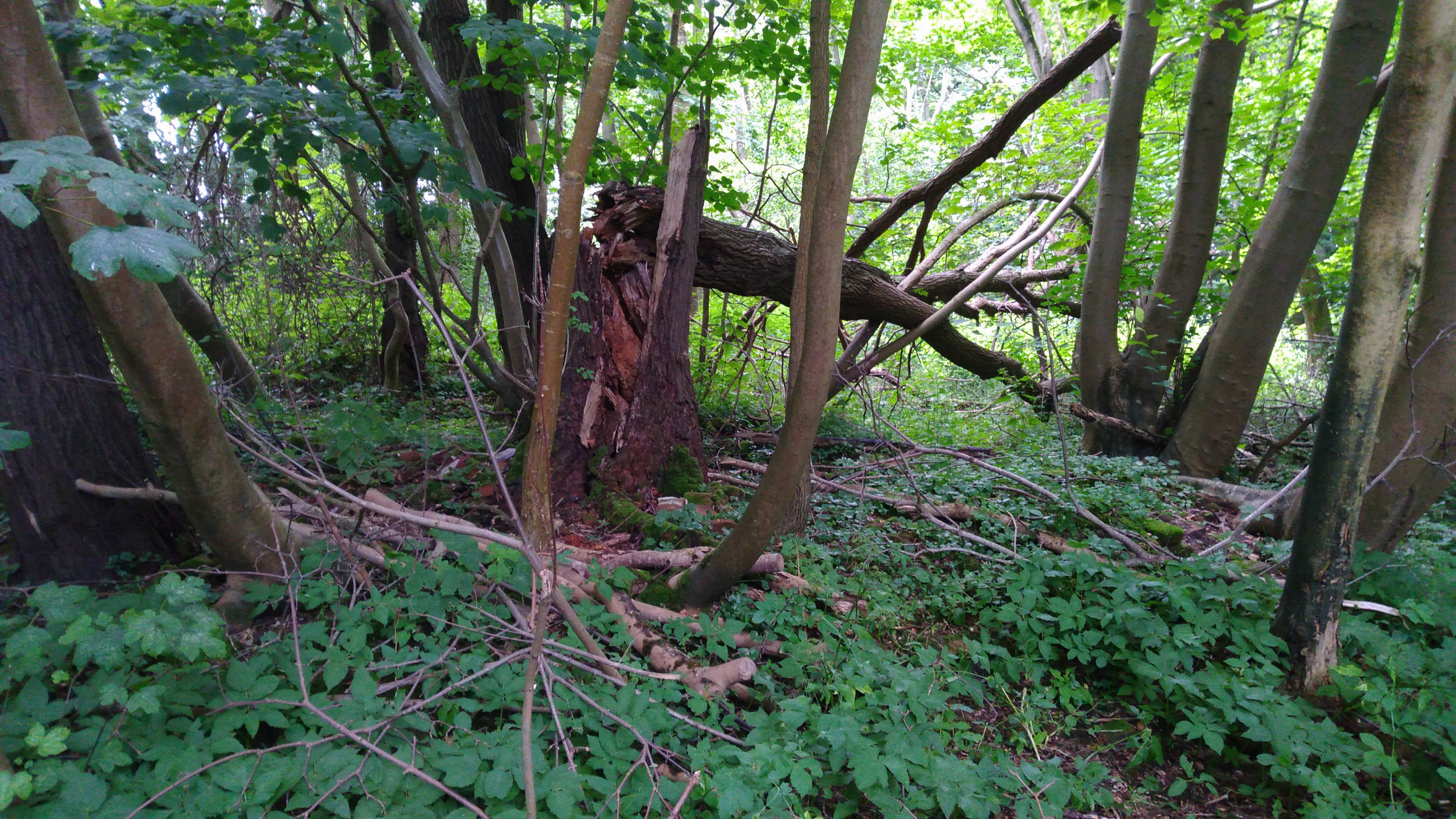
Liegendes Totholz im Fehrenholz
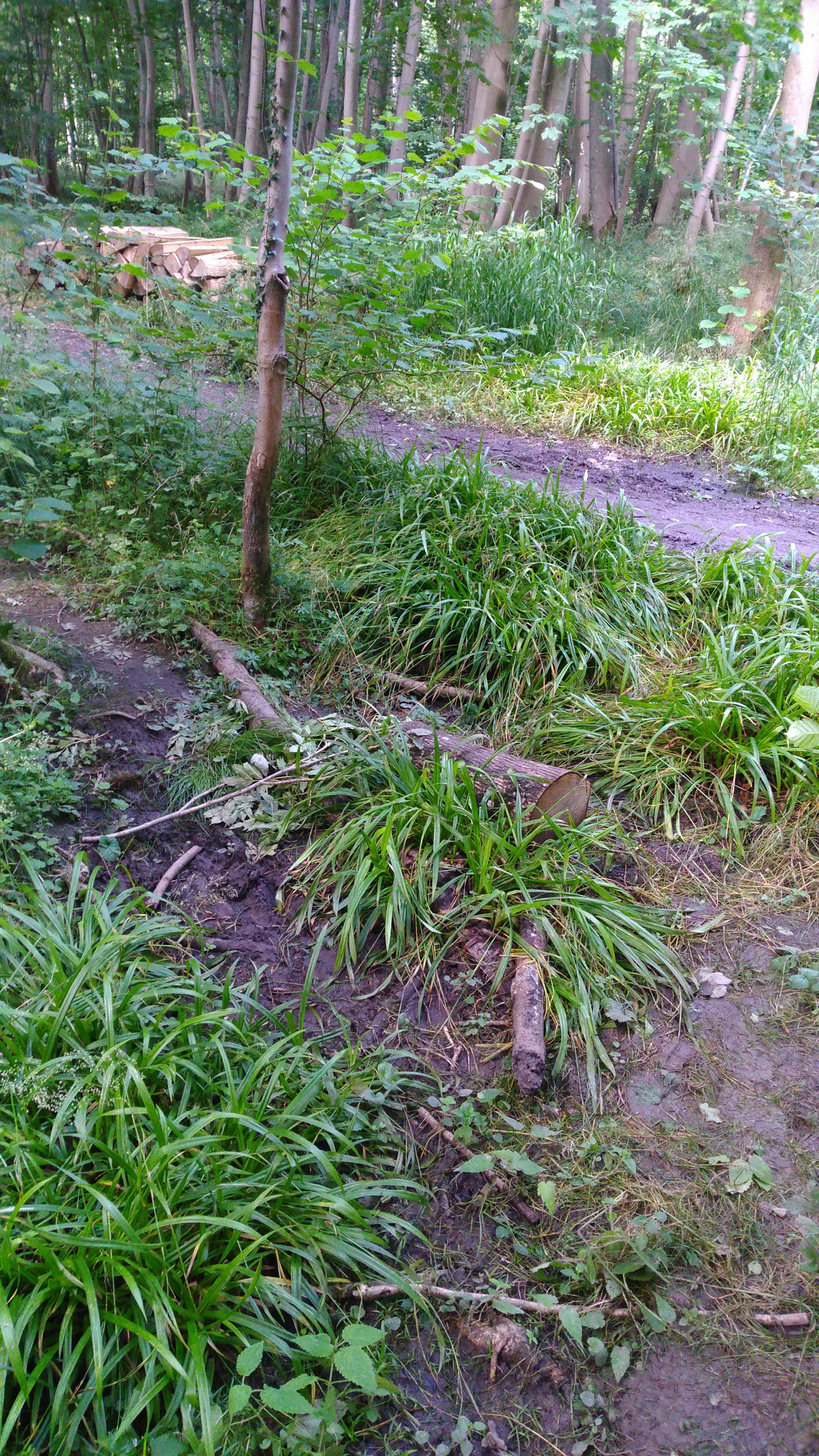
Unpassierbare Waldwege nach Starkregen
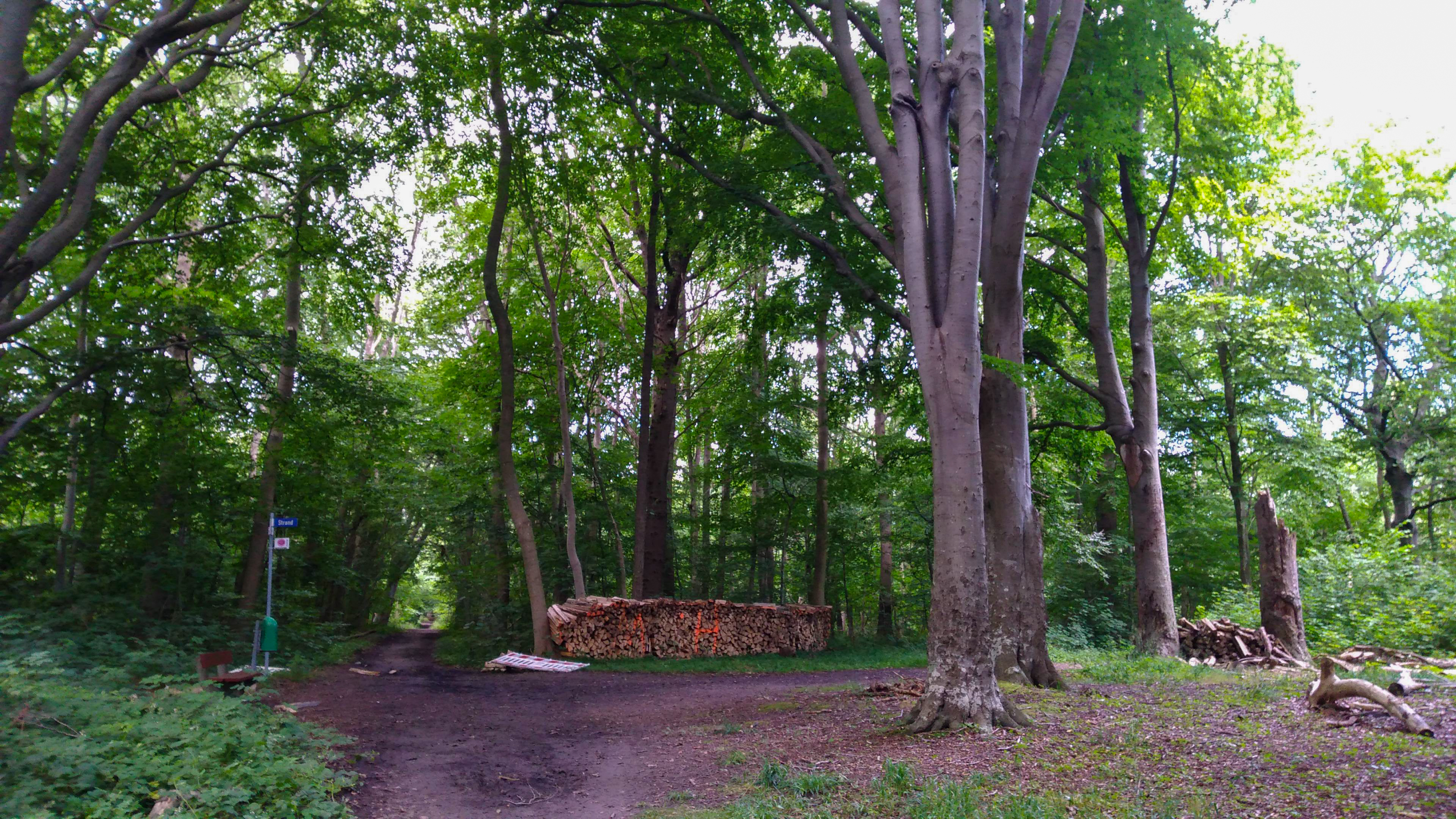
Brennholznutzung im Fehrenholz
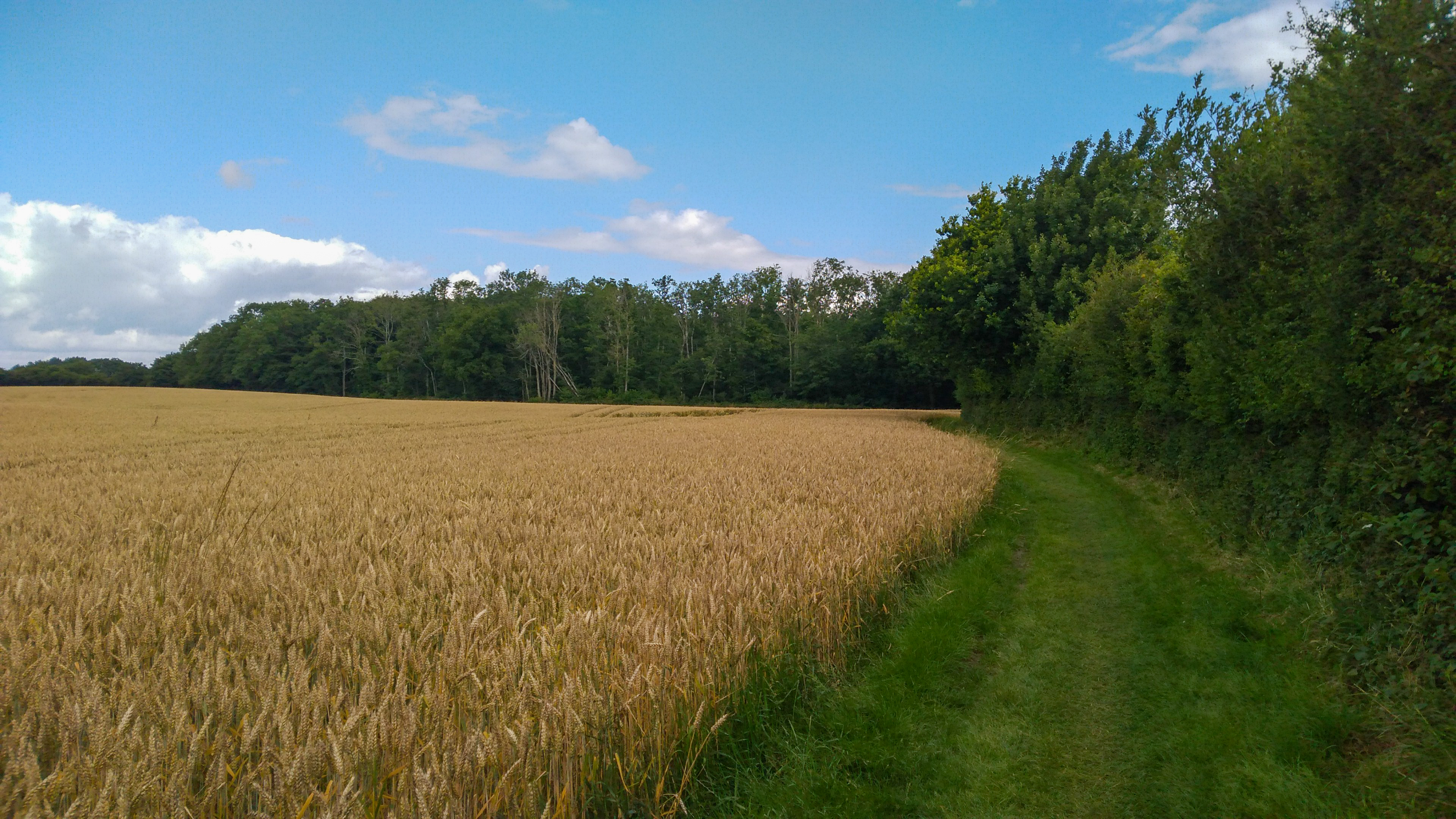
Südzugang vom Pugholz zum Fehrenholz